# Feuilleton (valzer)
Feuilleton op. 293, è un valzer di Johann Strauss (figlio).

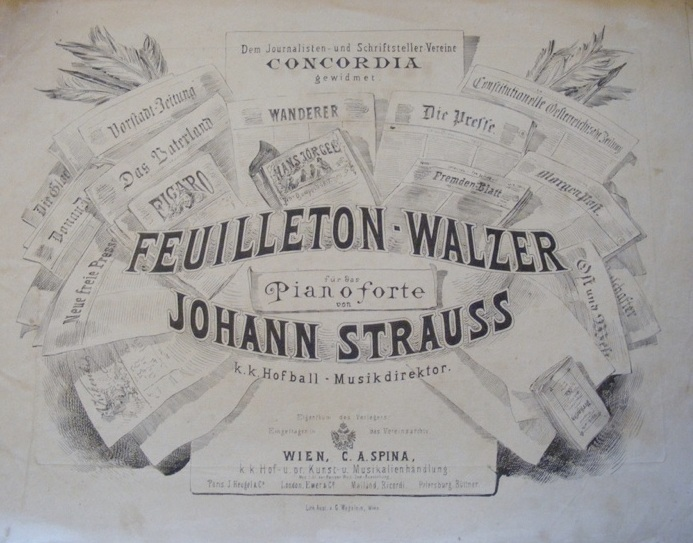
Edizione per piano del valzer "Feuilleton".

Il valzer Feuilleton fu il contributo di Johann Strauss per il terzo ballo annuale dell'associazione di autori e giornalisti viennesi Concordia, che ebbe luogo nella Sofienbad-Saal il 24 gennaio 1865.
Il lavoro venne dedicato al comitato organizzatore del ballo. Nel corso degli anni furono numerosi i compositori che si cimentarono nella composizione di musiche da dedicare all'influente circolo di giornalisti, e regolarmente, per dare dei titoli il più adatti possibile ai loro lavori, si rifacevano al linguaggio giornalistico.
Fu il giornale parigino La Presse che per primo cominciò a far circolare un foglio a parte dal giornale chiamato Feuilleton, nel quale erano inseriti articoli culturali, a dare l'idea per il titolo del nuovo valzer.
L'idea francese venne poi in seguito ripresa anche dal direttore del Die Presse di Vienna e ben presto divenne di uso comune la presenza di Feuilleton in diversi altri giornali viennesi.